# Soroczyce
Soroczyce (biał. Сарочыцы; ros. Сорочицы) – wieś na Białorusi, w obwodzie grodzieńskim, w rejonie mostowskim, w sielsowiecie Dubno.
W dwudziestoleciu międzywojennym leżały w Polsce, w województwie białostockim, w powiecie grodzieńskim, w gminie Dubno. W 1921 wieś zamieszkiwało 220 osób - 145 Białorusinów i 75 Polaków. 145 mieszkańców wyznawało prawosławie, a 75 rzymski katolicyzm.